# Conflito em Chipre

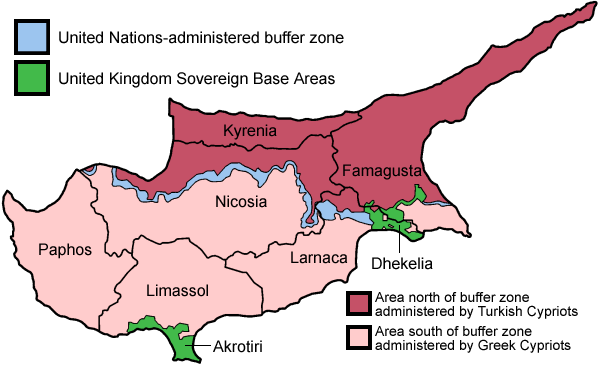
Divisão da ilha do Chipre

O conflito em Chipre ou questão cipriota refere-se à disputa entre a República de Chipre e a Turquia acerca da ocupação turca do norte da ilha. Trata-se de uma situação de real tensão e, eventualmente, guerra entre as comunidades greco-cipriota (maioria) e turco-cipriota (minoria) da ilha do Chipre que perdura desde 1963 até os dias atuais.
Desde a chegada dos britânicos à ilha de Chipre, a "Disputa por Chipre" foi identificada como um conflito entre os povos de Chipre e o Império Britânico pela demanda dos cipriotas por autodeterminação. A questão, porém, finalmente passou de uma disputa colonial a uma disputa étnica entre os habitantes turcos e gregos da ilha. As complicações internacionais do alongamento do conflito vão muito além das fronteiras da ilha de Chipre e envolvem-se potências (Turquia, Grécia e Reino Unido), juntamente com os Estados Unidos, as Nações Unidas e a União Europeia.
Com a invasão de 1974 (condenada pelas resoluções do Conselho de Segurança da ONU como legalmente inválida), a Turquia ocupou a parte norte da República de Chipre reconhecida internacionalmente, e mais tarde sobre esses territórios a comunidade turca de Chipre declarou unilateralmente a independência formando a República Turca do Chipre do Norte (RTNC), uma entidade soberana que carece de reconhecimento internacional, com exceção da Turquia com a qual goza de plenas relações diplomáticas. Após as duas comunidades e os países envolvidos na questão se comprometeram em encontrar uma solução pacífica sobre a disputa, as Nações Unidas, desde então, criou e mantêm uma "zona-tampão" (a "Linha Verde") para evitar mais tensões e hostilidades entre as comunidades. Esta zona tampão das Nações Unidas, que corta o país, criou uma barreira física e social entre as comunidades grego-cipriota e turco-cipriotas e também separou o país: o governo grego-cipriota controlando sul, formando a República de Chipre (reconhecida internacionalmente e membro da UE) e os militares turcos ocupando o terço norte da ilha.

## Origens
Entre setembro de 1570 e agosto de 1571, a ilha foi conquistada pelo Império Otomano, produzindo três séculos de domínio turco sobre Chipre.
A partir do início do século XIX, os gregos étnicos da ilha tentaram provocar um fim aos quase 300 anos de domínio otomano e unir Chipre com a Grécia. O Reino Unido assumiu o controle administrativo da ilha em 1878, para evitar que posições otomanas caíssem sob controle russo na sequência da Convenção de Chipre, o que levou ao aumento dos pedidos de união (enosis). Sob os termos do acordo alcançado entre Grã-Bretanha e do Império Otomano, a ilha permaneceu um território otomano. Os cristãos de língua grega habitantes da ilha acolheram favoravelmente a chegada dos britânicos como uma chance de expressar suas demandas de união com a Grécia.
Quando o Império Otomano entrou na Primeira Guerra Mundial ao lado das Potências Centrais, a Grã-Bretanha renunciou ao acordo e todas as reivindicações turcas sobre Chipre e declarou a ilha como uma colônia britânica. Em 1915, a Grã-Bretanha ofereceu Chipre a Constantino I da Grécia com a condição de que a Grécia se juntasse à guerra ao lado dos britânicos, o que ele recusou.

### 1918 a 1955

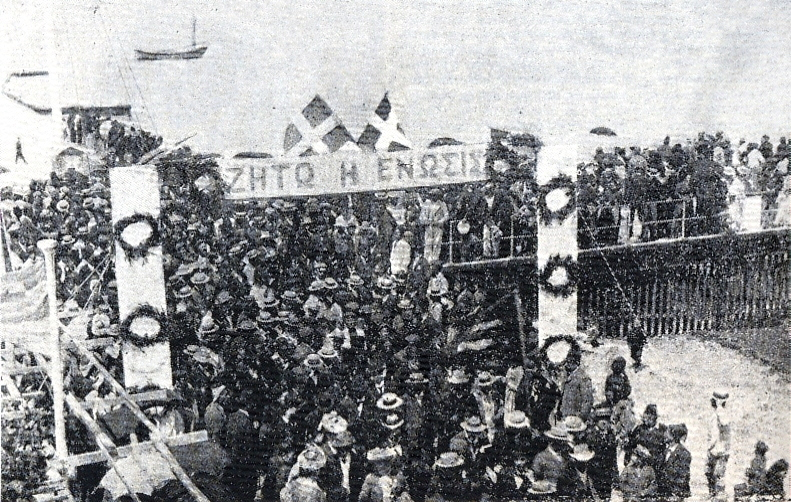
Uma manifestação cipriota em 1930 a favor da Enosis (união) com a Grécia.

Sob o domínio britânico no início do século XX, Chipre escapou dos conflitos e atrocidades que passaram em outros lugares entre gregos e turcos, especificamente durante a Guerra Greco-Turca (1919-1922) e a troca de populações entre a Grécia e a Turquia em 1923. Cipriotas turcos consistentemente se opuseram à ideia de união com a Grécia.
Em 1925, a Grã-Bretanha declarou Chipre como sendo uma colônia da coroa. Nos anos que se seguiram, a determinação para a enosis continuou. Em 1931, isso levou a uma revolução: quando em 21 de outubro de 1931, a primeira revolta dos cipriotas gregos contra a ocupação ocorre, conhecida como Oktovriana, e levou a um período negro, quando os britânicos governaram a ilha com o apoio do exército: Palmerokratia. Esse tumulto resultou na morte de seis civis, ferimentos a outras pessoas e o incêndio da Casa de Governo Britânico em Nicósia. Nos meses que se seguiram, cerca de 2 000 pessoas foram condenadas por crimes relacionados com a luta pela união com a Grécia. A Grã-Bretanha reagiu impondo duras restrições. Reforços militares foram enviados para a ilha e a constituição suspensa. Uma força policial especial "epicourical" (reserva) foi constituída, consistindo apenas de cipriotas turcos; restrições foram instituídas a imprensa  e os partidos políticos proibidos. Dois bispos e oito outros cidadãos proeminentes diretamente envolvidos no conflito foram exilados. As eleições municipais foram suspensas, e até 1943, todos os funcionários municipais foram nomeados pelo governo.
A luta pela enosis foi colocada em espera durante a Segunda Guerra Mundial. Em 1946, o governo britânico anunciou planos para convidar os cipriotas a formar uma Assembleia Consultiva para discutir uma nova Constituição. Os britânicos também permitiram o retorno dos exilados em 1931. Em vez de reagir de forma positiva, conforme o esperado pelos britânicos, a hierarquia militar cipriota grega reagiu com indignação porque não houve qualquer menção a enosis.[carece de fontes?] A Igreja Ortodoxa de Chipre expressou sua desaprovação, e os cipriotas gregos recusaram o convite britânico, afirmando que a enosis era seu único objetivo político. Os esforços gregos para concretizar a enosis foram então intensificados, ajudado pelo apoio ativo da Igreja de Chipre, que foi a principal voz política dos cipriotas gregos na época.[carece de fontes?]
Por volta de 1954, diversas instituições turcas do continente estavam ativas na Questão de Chipre. Acima de tudo, as organizações sindicais turcas estavam a preparar o clima certo para o principal objetivo turco, a divisão da ilha (taksim) em partes grega e turca, mantendo assim intacta a presença militar e as instalações britânicas na ilha. Por esta altura uma organização paramilitar especial cipriota turca, a Organização de Resistência Turca (TMT) também foi estabelecida, que iria atuar como um contrapeso para a organização cipriota grega que lutava pela enosis, o EOKA.
Em 1950, Michael Mouskos, bispo Makarios de Cítio (Lárnaca), foi elevado a Arcebispo Makarios III de Chipre. Em Atenas, o coronel Georgios Grivas, natural de Chipre, foi se tornando conhecido por suas opiniões fortes sobre o assunto. Na expectativa de uma luta armada para alcançar a enosis, Grivas visitou Chipre em julho de 1951. Ele discutiu suas ideias com Makarios, porém ficou desapontado pela opinião contrastante do arcebispo que propunha uma luta política, em vez de uma revolução armada contra os britânicos. Desde o início, e durante o seu relacionamento, Grivas ressentia ter que compartilhar a liderança com o arcebispo. Makarios, preocupado com o extremismo de Grivas de seu primeiro encontro, preferiu continuar os esforços diplomáticos, particularmente os esforços com envolvimento das Nações Unidas. Os sentimentos de mal-estar que surgiram entre eles nunca se dissiparam. No final, os dois se tornaram inimigos. Enquanto isso, em agosto de 1954 [Governo Papagos], o representante da Grécia na ONU solicitou formalmente que a autodeterminação para o povo de Chipre fosse incluída na agenda da próxima sessão da Assembleia Geral. [carece de fontes?] A Turquia rejeitou a ideia de união de Chipre à Grécia. A comunidade cipriota turca era contrária ao movimento de enosis cipriota grego, já que durante o domínio britânico o estatuto e a identidade da minoria turca cipriota foram protegidos. A identificação dos cipriota turcos com a Turquia aumentou em resposta ao nacionalismo grego ostensivo dos cipriotas gregos, e depois de 1954, o governo turco se tornou cada vez mais envolvido na questão. No final do verão e início do outono de 1954, a questão cipriota intensificou. Em dezembro, a Assembleia Geral da ONU anunciou a decisão de "não considerar o problema, ainda mais por enquanto, porque não parece adequado adotar uma resolução sobre a questão de Chipre." A reação à recuo na ONU foi imediata e violenta, resultando no pior tumulto em Chipre desde 1931: com a criação do EOKA, uma organização armada independentista em favor da anexação de Chipre à Grécia, iniciou um período de violência contra os cipriotas turcos e britânicos, que dura quatro anos.

### 1955–1959
Em janeiro de 1955, Grivas fundou a Organização Nacional de Combatentes Cipriotas (Ethniki Organosis Kyprion Agoniston – EOKA); a partir de 1 de abril de 1955, a EOKA iniciou uma campanha armada contra o governo britânico em uma série bem coordenada de ataques a policiais, militares e outras instalações do governo em Nicósia, Famagusta, Lárnaca e Limassol. Isso resultou na morte de 387 militares britânicos e alguns cipriotas gregos suspeitos de colaboração. Como resultado, vários cipriotas gregos começaram a sair da polícia. Isso, no entanto, não afetou a força policial colonial já que haviam criado uma força de reserva apenas para cipriotas turcos (epicourical) para lutar contra os paramilitares da EOKA. Ao mesmo tempo, isso levou a tensões entre as comunidades cipriotas grega e turca. Em 1957, a Organização de Resistência Turca (Türk Mukavemet Teşkilatı - TMT), que já havia sido formada para proteger os cipriotas turcos do EOKA entrou em ação. Em resposta à crescente demanda pela enosis, vários cipriotas turcos se convenceram de que a única maneira de proteger os seus interesses e identidade da população cipriota turca em caso de enosis seria dividir a ilha - uma política conhecida como taksim ("partição" em turco de (تقسیم)"Taqsīm" em árabe) - em um setor grego no sul e um setor turco no norte.
| |  |  |
| O presidente da República de Chipre, Arcebispo Makarios III (esquerda) e o vice-presidente Dr. Fazıl Küçük (direita). |  |  |

Por então, a ilha estava à beira da guerra civil. Várias tentativas para apresentar um acordo de compromisso falharam. Portanto, a partir de dezembro de 1958, representantes da Grécia e da Turquia, as chamadas "terras mães", iniciaram discussões sobre a questão de Chipre. Os participantes pela primeira vez discutiram o conceito de um Estado independente em Chipre, ou seja, nem enosis nem taksim. As conversações subsequentes sempre lideradas pelos britânicos produziram um assim chamado acordo de compromisso apoiando a independência, lançando os alicerces da República de Chipre. O cenário então, naturalmente, deslocou-se para Londres, onde os representantes gregos e turcos se juntaram a representantes dos cipriotas gregos e dos cipriotas turcos (representado pelo Arc. Makarios e Dr. Fazıl Küçük não tomando nenhuma decisão importante no governo), e os britânicos. Os Acordos de Zurique e de Londres, que se tornaram a base para a constituição de Chipre de 1960, foram suplementados com três tratados - o Tratado de Estabelecimento, o Tratado de Garantia e o Tratado de Aliança. O tom geral dos acordos foi de manter a soberania das bases militares e instalações de monitorização britânicas intactas. Por estes acordos, os britânicos desenvolvem uma nova constituição garantindo a soberania da ilha por parte da Turquia, Grécia e Reino Unido.  Alguns cipriotas gregos, especialmente os membros de organizações como a EOKA, expressaram decepção porque a enosis não tinha sido atingida. De forma semelhante, alguns cipriotas turcos especialmente os membros de organizações como a TMT expressaram sua decepção já que tiveram que adiar a sua meta para a taksim, no entanto a maioria dos cipriotas que não foram influenciados pelas chamadas três potências garantidoras (Grécia, Turquia e Grã-Bretanha), saudaram os acordos e reservaram sua demanda pela enosis e taksim. De acordo com o Tratado de Estabelecimento, a Grã-Bretanha manteve a soberania sobre 256 quilômetros quadrados, que se tornaram a Base Britânica Soberana de Dhekelia, ao nordeste de Lárnaca, e a Base Britânica Soberana de Acrotíri, a sudoeste de Limassol.

## Golpe de Estado
O General Georgios Grivas, enviado pelo governo de Atenas em 1954 que tinha como objetivo neutralizar o desejo de autonomia política de Makarios e manter a dominação política da Grécia em Chipre, funda em 1972, a EOKA-B; que embora compartilha a ideia da enosis, se opõe a interferência do governo militar de Atenas nos assuntos cipriotas. Sua morte, em 27 de janeiro de 1974, deixa o campo aberto para os ditadores de Atenas assumirem o controle da EOKA-B e organizar um golpe contra o presidente Makarios III.
O golpe fracassou porque o novo presidente nomeado de facto, Nikos Sampson, permanece no poder apenas nove dias, entre 15 e 23 de julho. Em 19 de julho de 1974, diante do Conselho de Segurança da ONU, Makarios acusa a Grécia de liderar uma invasão a Chipre. Essa acusação "legitimou" a intervenção da Turquia, sob o pretexto do Tratado de Garantia assinado em 1960, em seguida, a iniciar a Operação Átila.
Em 17 de julho a OTAN exigiu a retirada dos oficiais gregos e o retorno de Makarios no poder. Este, dirigiu-se da base britânica de Acrotiri a Londres, onde tentou em vão obter ajuda do Reino Unido - signatário do Tratado de Garantia. Seu pedido foi afinado pelo primeiro-ministro turco Bülent Ecevit que exige que os britânicos fiquem do lado turco. Em 18 de julho, Joseph Sisco, subsecretário estadunidense recebe Ecevit na embaixada dos Estados Unidos na Turquia, que manifesta que pretende derrubar Sampson para proteger os cipriotas turcos na ilha.

## Invasão turca de 1974
Em 20 de julho de 1974, uma intervenção militar turca, temendo a Enosis, é oficialmente realizada em resposta ao golpe de Estado de 15 de julho pela Guarda Nacional Cipriota, sob a direção de oficiais gregos. As tropas turcas desembarcaram 10 mil tropas no norte da ilha ocupando em dois dias 38% do território cipriota. Ao mesmo tempo, 200 000 cipriotas gregos  foram obrigados a deixar o norte para o sul da ilha, enquanto 45 000 turcos-cipriotas deixaram ou foram obrigados a deixar o sul da ilha em direção ao norte. Para Bülent Ecevit, o premiê turco na época, a Operação Átila foi uma operação de manutenção da paz.

### Manutenção da paz
As forças da UNFICYP, agindo sob um mandato da ONU, foram postas em prática em 1964, para evitar qualquer surto de violência entre as duas comunidades. Em 1974, após as operações militares turcas, uma "linha verde" - zona desmilitarizada formando uma barreira física entre as duas entidades - separa a ilha de Chipre e sua capital Nicósia.

## Ver Também
- Chipre otomano

### Publicações oficiais e fontes
- The House of Commons Foreign Affairs Committee report on Cyprus.
- Letter by the President of the Republic, Mr Tassos Papadopoulos, to the U.N. Secretary-General, Mr Kofi Annan, dated June 7, which circulated as an official document of the U.N. Security Council
- Legal Issues arising from certain population transfers and displacements on the territory of the Republic of Cyprus in the period since 20 July 1974
- Address to Cypriots by President Papadopoulos (FULL TEXT)
- The Republic of Cyprus Press and Information Office, Aspects of the Cyprus Problem
- European Court of Human Rights Case of Cyprus v. Turkey (Application no. 25781/94)

### Outras fontes
- "Getting to Yes: Suggestions for the Embellishment of the Annan Plan for Cyprus (PDF)" Policy Paper, Southeast European Studies at Oxford, St Antony's College, Oxford University, February 2004
- "Economic Aspects of the Annan Plan for the Solution of the Cyprus Problem (PDF)" Wolfson College, Oxford University, February 2004
- "Options for Peace: Mapping the Possibilities for a Comprehensive Settlement in Cyprus (PDF)" Alexandros Lordos, May 2005
- "From U Thant to Kofi Annan: UN Peacemaking in Cyprus, 1964-2004 (PDF)" James Ker-Lindsay, Occasional Paper 5/05, Southeast European Studies at Oxford, St Antony's College, Oxford University, October 2005
- "EU and the Cyprus Conflict: Review of the Literature (PDF)" Olga Demetriou, Working Paper Series in EU Border Conflicts, Number 5, January 2004
- "The Property Regime in a Cyprus Settlement: A Reassessment of the Solution Proposed under the Annan Plan, Given the Performance of the Property Markets in Cyprus, 2003-2006 (PDF)" Stelios Platis, Stelios Orphanides and Fiona Mullen, PRIO Report 2/2006, PRIO Cyprus Centre, November 2006